# James Charles Castle
Pour les articles homonymes, voir Castle.
James Charles Castle (né le 25 septembre 1899 à Garden Valley (en) dans l'Idaho, mort le 26 octobre 1977) est un artiste américain, né sourd, et sans doute autiste. Son travail relève de l'art brut ou de l'art outsider.

## Biographie
Castle n'a jamais su lire, écrire, parler, signer ou lire sur les lèvres. Il a fréquenté la Idaho State School for the Deaf and Blind de Gooding dans l'Idaho de 1910 à 1915 et vécu toute sa vie dans la ferme familiale.
Son père tenait aussi un magasin et un bureau de poste au village et le fils utilisait les emballages, les cartons, les publicités, etc. comme matériau pour dessiner et pour ses autres réalisations. Il s'inspira des bâtiments du paysage rural environnant et de leurs intérieurs.
Dès l'enfance, James Castle s'adonna au dessin (notamment monochrome en se servant d'un mélange de suie, de papier crépon et de salive, et d'un bois taillé ou d'un carton souple roulé), aux collages, à la peinture et à la sculpture (livres et assemblages, avec une prédilection pour les chiffres et l'alphabet), en utilisant des emballages et des journaux.
Son travail n'a été reconnu que tardivement, à partir des années 1960, mais Castle a assisté à la première rétrospective de son travail à Boise, capitale de son État de l'Idaho, en 1963.
Ces dernières années, le Philadelphia Museum of Art lui a consacré une rétrospective du 14 octobre 2008 au 4 janvier 2009 qui a été présentée dans d'autres musées américains. Le musée Reina Sofía de Madrid a proposé une grande exposition James Castle. Mostrar y almacenar du 18 mai au 5 septembre 2011.

## Expositions personnelles
- 2012 James Castle, galerie Karsten Greve, Paris, France. Exposition du 14 janvier au 17 mars 2012
- 2011 James Castle, galerie Karsten Greve, Cologne, Allemagne
- 2011 James Castle – Mostrar y almacenar, Museo Nacional de Arte Reina Sofia, musée Reina Sofía, Madrid, Espagne; K 21 – Kunstsammlung NRW, Düsseldorf, Allemagne
- 2011 James Castle, Tayloe Piggott Gallery. Jackson, Wyoming, États-Unis
- 2010 James Castle: Books, Lawrence Markey Gallery, San Antonio, Texas, États-Unis
- 2010 James Castle: A Retrospective, Berkeley Art Museum and Pacific Film Archive, CA, États-Unis
- 2009 James Castle, Ameringer & Yohe Fine Art, New York, NY, États-Unis
- 2009 James Castle Drawings: Vision and Touch, Knoedler & Company, New York, NY, États-Unis
- 2009 James Castle. Tying it together, Boise Art Museum, Boise, Idaho, États-Unis
- 2009 Karen Lennox Gallery, Chicago, Illinois, États-Unis
- 2009 James Castle, Douglas Hayde Gallery, Trinity College, Dublin, Irlande
- 2009 James Castle: A Retrospective, Art Institute of Chicago, Illinois, États-Unis
- 2008 James Castle, Selected Works, Andrew Edlin Gallery, New York, NY, États-Unis
- 2008 James Castle: Rock/Paper/Scissors – drawings, constructions and sculpture, J.H. Muse Gallery, Jackson (Wyoming), États-Unis
- 2008 James Castle: A Retrospective, Philadelphia Museum of Art, Pennsylvania; Art Institute of Chicago, Chicago (Illinois) ; University of California Berkeley Art Museum and Pacific Film Archive, Berkely (Californie), États-Unis
- 2007 James Castle: Drawings and Found Object Sculpture, Gallery Paule Anglim, San Francisco, États-Unis
- 2007 James Castle, Lawrence Markey, San Antonio (Texas), États-Unis
- 2006 James Castle—Silent Satire: The Political Cartoon Appropriations, Fleisher/Ollman Gallery, Philadelphie, Pennsylvanie, États-Unis
- 2006 James Castle/Walker Evans: Wordplay, Signs and Symbols, Knoedler & Company, NY, États-Unis
- 2005 James Castle: Drawings, Constructions and Books Collection of the Boise Art Museum, Boise Art Museum, Idaho, États-Unis
- 2005 James Castle: Icehouse unto Early Attic: Books & Art, Student Union Gallery, Boise State University, Idaho, États-Unis
- 2005 One Man's Vocabulary, Muse Gallery, Jackson, Wyoming, États-Unis
- 2002-2003 James Castle: Structures, Knoedler & Company, NY, États-Unis
- 2002 James Castle: Works on Paper, Galerie Bernd Klüser, Munich, Allemagne
- 2002 Provenance in the Wild West: James Castle & the Icehouse Books, The University of the West of England, Bristol, Royaume-Uni
- 2002 The Art Books of James Castle, Chicago Center for Book & Paper Arts, Columbia College, Illinois, États-Unis
- 2002 Reputedly Illiterate: The Art Books of James Castle, Library at the Faculty of Art, Media and Design. University of West England, Bristol, Royaume-Uni
- 2001 James Castle, James Mayor Gallery, Londres, Royaume-Uni
- 2001 James Castle, Drawings and Works on Paper, Greg Kucera Gallery, Seattle, Washington, États-Unis
- 2000 James Castle, The Common Place, Knoedler & Company, New York, NY, États-Unis
- 2000 James Castle, Atlanta Contemporary Art Center, Georgie, États-Unis
- 2000 James Castle, House Drawings, The Drawing Center, New York, NY, États-Unis
- 2000 Reputedly Illiterate: The Art Books of James Castle, American Institute of Graphic Arts, New York, NY, États-Unis; Rutherford Library, University of Alberta, Edmonton, Canada
- 2000 offsite/online, J Crist Gallery, Boise, États-Unis
- 2000 New Century, New Venue, New York, Fleisher/Ollman Gallery at John McEnroe Gallery, New York, NY, États-Unis
- 2000 An Individual Approach: The Art of James Castle, Boise Art Museum, États-Unis
- 2000 A Room of His Own, J Crist Gallery, Boise, États-Unis
- 1998 A Silent Voice: Drawings & Constructions of James Castle, Fleisher/Ollman Gallery, Philadelphie, Pennsylvanie, États-Unis
- 1997 Images in a Silent World: The Art of James Castle, Intuit: The Center for Intuitive and Outsider Art, Chicago (Illinois), États-Unis
- 1996 Boise Art Museum, Boise, Idaho, États-Unis
- 1996 Idaho Center for the Book, Boise State University, Idaho, États-Unis
- 1996 An Amazing Luminous Fountain: The Work of James Castle, J Christ Gallery, Boise, Idaho, États-Unis
- 1994 Albertson College, Caldwell, Idaho, États-Unis
- 1989 Works by James Castle, Boise Art Museum, Boise, Idaho, États-Unis
- 1982 A Voice of Silence: A Retrospective of Works by James Castle, Boise Gallery of Art, Boise, Idaho; Cheney Cowles Memorial Museum, Spokane, Washington; Arizona State University, Tempe, Arizona; Paris Gibson Square Gallery, Great Falls, Montana; MSU Fine Arts Gallery, Montana State University, Bozeman, Montana. États-Unis
- 1981 James Castle: A Primitive Artist, Art Museum of South Texas, Corpus Christi, Texas, États-Unis
- 1981 Visual Arts Center, Anchorage, Alaska États-Unis
- 1980 A World Without Words, Los Tres Gallery, Longview, Washington, États-Unis
- 1976 James Castle's Drawings, Boise Gallery of Art, Boise, Idaho, États-Unis
- 1974 James Castle, Foster/White Gallery, Seattle, Washington, États-Unis
- 1967 The Gallery, Seattle, Washington, États-Unis
- 1965 A Voice of Silence: Drawings by James Castle, California College of Arts and Crafts, Oakland, Californie, États-Unis
- 1963 Boise Gallery of Art, Boise, Idaho, États-Unis
- 1962 Bush Barn, Salem Art, Salem, Oregon, États-Unis
- 1962 A Voice of Silence: Drawings by James Castle, Image Gallery, Portland, Oregon, États-Unis

## Collections publiques (sélection)
Art Institute of Chicago, Illinois ; Boise Art Museum, Idaho ; Columbus Museum of Art, Ohio ; Musée d'Art Hallie Ford, Willamette University, Salem, Oregon ; Henry Art Gallery, University of Washington, Seattle ; High Museum of Art, Atlanta, Géorgie ; Mennello Museum of American Art (en), Orlando, Floride ; Milwaukee Art Museum, Wisconsin ; American Folk Art Museum, New York ; The Museum of Modern Art, New York ; Spencer Collection, The New York Public Library, New York ; Philadelphia Museum of Art, Pennsylvanie ; Portland Art Museum, Oregon ; Tacoma Art Museum (en), Washington ; Berkeley Art Museum and Pacific Film Archive, Californie ; Whitney Museum of American Art, New York.

## Filmographie
- Jeffrey Wolf, James Castle: Portrait of an Artist, documentaire, 2008, 53 min. Fiche IMDb. DVD, 2009, First Run Features.
- Tom Trusky, P. Lutze, R. Klautsch et al., James Castle: Dream House, DVD, Boise, Idaho: Idaho Center for the Book, 2008. Version augmentée d'un documentaire de l'Idaho Public Television de 1999.